# Jinshan
För andra betydelser, se Jinshan (olika betydelser).
Jinshan, tidigare stavat Kinshan,  är ett stadsdistrikt i Shanghai i östra Kina.
Jinshan är indelat i ett stadsdelsdistrikt (jiedao) och nio köpingar (zhen) samt ett område på sockennivå.
Stadsdelsdistrikt:
- Shihua (石化街道)

Köpingar:
- Caojing (漕泾镇)
- Fengjing (枫泾镇)
- Jinshanwei (金山卫镇)
- Langxia (廊下镇)
- Lüxiang (吕巷镇)
- Shanyang (山阳镇)
- Tinglin (亭林镇)
- Zhangyan (张堰镇)
- Zhujing (朱泾镇)

Område på sockennivå:
- Jinshans industriområde (金山工业区)